# Synagoga Rumiancewa w Homlu
Synagoga Rumiancewa w Homlu – nieistniejąca synagoga znajdująca się w Homlu przy ulicy Rynkowej.

## Historia
Synagoga została zbudowana w latach 1828–1833 z fundacji hrabiego P. Rumiancewa jako część klasycystycznego założenia Homla. Usytuowana była przy ówczesnej ulicy Rynkowej (ros. ul. Bazarnaja) naprzeciwko domku myśliwskiego Rumiancewa przy ulicy Ekonomicznej (ros. Ekonomiczieskaja). Architektonicznie nawiązywała do jego wyglądu – dwa budynki tworzyły zamknięty i w miarę jednorodny układ placu Rynkowego (ros. Bazarnaja płoszczadź). 
Elementem charakterystycznym synagogi była półkolista loggia umieszczona nad głównym wejściem, gmach wybudowany był w stylu klasycystycznym. Była największą i najbardziej reprezentacyjną synagogą Homla. Podczas II wojny światowej została zburzona.